# Малое Янгорчино
Ма́лое Янго́рчино (чув. Апакасси) — деревня в Цивильском районе Чувашской Республики. Административный центр Малоянгорчинского сельского поселения.

## География
Находится в северной части Чувашии на расстоянии приблизительно 9 км на запад-северо-запад по прямой от районного центра города Цивильск.

## История
Известна с 1795 года, когда здесь было учтено 12 дворов и 64 жителя. В 1858 году отмечено 100 жителей, в 1897—152 жителя,1926 — 28 дворов, 134 жителя, в 1939—152 жителя, в 1979—229 жителей. В 2002 году 80 дворов, в 2010 — 81 домохозяйство. В период коллективизации был организован колхоз «Дружба», в 2010 работало СХПК «Правда».

## Население
| 2010 | 2012 |
| ---- | ---- |
| 264  | ↗267 |

Постоянное население составляло 279 человек (чуваши 97 %) в 2002 году.